# Orîhivciîk, Brodî
Orîhivciîk (în ucraineană Орихівчик) este un sat în comuna Verbivciîk din raionul Brodî, regiunea Liov, Ucraina.

## Demografie
Componența lingvistică a localității Orîhivciîk
     Ucraineană (99,68%)
     Alte limbi (0,32%)
Conform recensământului din 2001, majoritatea populației localității Orîhivciîk era vorbitoare de ucraineană (99,68%), existând în minoritate și vorbitori de alte limbi.